# Хигијена
Хигијена је наука о здрављу чија је основна вредност да се искаже потреба за очувањем и заштитом здравља људи. Задаци хигијене као савремене науке, груписани су у неколико специјализованих области: од личне хигијене, хигијене рада, хигијене физичке културе, комуналне хигијене, хигијене у ванредним ситуацијама, школске хигијене до менталне хигијене, и они настоје да „чине јединство укупне спремности људи да се у изазовима које носи савремен живот изборе за здравље“.
Најчешће се под појмом хигијене подразумева скуп пракси које се обављају ради очувања здравља. Такође, у популарној култури и жаргону се врло често под хигијеном рачуна само „одржавање чистоће“. Међутим, хигијена у свом пуном и изворном значењу обухвата много више — све околности и праксе, начин живота, средину и средства које обезбеђују здраву и безбедну околину и услове за живот појединца. У савременим медицинским наукама постоји низ стандарда хигијене који се препоручују за различите ситуације, то јест, упутства како се хигијенски понети у свакодневном животу и разним животним ситуацијама. С друге стране, ови стандарди се неретко разликују у различитим културама, половима и етничким групама. Углавном, данас се редовне хигијенске праксе подразумевају у друштву и рачунају као добре навике, док занемаривање исте се сматра одвратним, непоштовањем, па чак и опасношћу.
Назив хигијена потиче од имена грчке богиње здравља, Хигије.

## Концепт хигијене
Хигијена је стари концепт везан за медицину, како личне, тако и професионалне праксе заштите везане за већину животних аспеката.

## Медицинска хигијена
Медицинска хигијена односи се на хигијенске поступке повезане с применом медицине и медицинске неге којом се превентира или минимизира болест и ширење болести.
Поступци медицинске хигијене укључују:
- изолацију или карантин инфицираних особа или материјала ради превенције ширења инфекције.
- стерилизацију инструмената кориштених у хируршким поступцима.
- употребу протективне одеће и препрека као што маске, огртачи, капе, наочаре и рукавице.
- примерено превијање и збрињавање озледа.
- сигурно одлагање медицинског отпада.
- дезинфекцију вишекратних материјала (тј. постељине, јастука, униформи)

Већина ових поступака развијена је у 19. веку, а добро су утврђени до средине 20. века. Неки поступци (попут одлагања медицинског отпада) пооштрени су као резултат епидемија болести у касном 20. веку попут АИДС-а и еболе.

## Лична хигијена
Лична хигијена односи се на хигијенске поступке које нека особа одржавањем чистоће проводи ради неге о властитом телесном здрављу и благостању. Мотивација за поступке личне хигијене лежи у редукцији особних болести, лечењу од њих, оптималном здрављу те осећају за благостање, социјалну прихваћеност и превенцију ширења болести на друге.
Поступци личне хигијене укључују: посете доктору, посете зубару, редовито прање (купање или туширање) тела, редовито прање руку, четкање и неговање зуба, основну маникуру и педикуру, женску хигијену и здраву прехрану. Лична њега шири је појам од личне хигијене јер се односи на одржавање доброг особног и јавног изгледа које нужно не мора бити хигијенско.
Лична хигијена се постиже упорабом производа за личну хигијену који укључују: сапун, шампон за косу, креме за косу, четкицу за зубе, пасту за зубе, памучне штапиће, дезодоранс, балзам за усне, креме, лосионе, пешкире за лице, шишач, грицкалицу, воду за уста, турпију, пилинг, бритвицу, крему или пену за бријање, крему за кожу и тоалетни папир. Остали производи за личну хигијену и негу могу се користити за унапређење здравља и благостање.

## Претерана лична хигијена
Користи од личне хигијене нестају због ризика од претеране личне хигијене за коју се претпоставља да узрокује алергијске болести и телесну иритацију.

### Претерана хигијена и грипа А ()
Претерана лична хигијена може узроковати LBM. Хигијенска хипотеза тврди да недостатак раног излагања инфективним агенсима у детињству те каснији недостатак излагања хелминтима у одраслом добу повећава сусцептибилност алергијским болестима. Недостатак изложености овим агенсима спречава тело да развије одговарајуће алергене и аутоимуносне одговоре.

### Претерана хигијена спољног звуковода
Више информација: Ушни восак
Претерана лична хигијена спољног звуковода може резултирати инфекцијом или иритацијом. Звуководи захтевају мању личну хигијенску негу од осталих делова тела због тога што су осетљиви те се телесни систем адекватно брине за те делове. Покушаји чишћења звуковода уклањањем ушног воска може редуковати чистоћу звуковода тако што се дебрис и остали страни материјал потискују у унутрашњост ува који би иначе били уклоњени природним кретањем ушног воска из унутрашњости према спољашњости ува.

### Претерана хигијена коже
Више информација: Кожа
Претерана лична хигијена коже може резултирати иритацијом коже. Кожа има природни слој уља који штити кожу од исушивања. Приликом прања, осим ако се не користе водене креме и сл. с компензаторним механизмима, овај се слој уклања чиме кожа остаје незаштићена. Овим механизмом претерано прање може коначно изазвати екцем.
Претерана примена сапуна, крема и масти може такође супротно деловати на одређене телесне природне процесе. На пример, сапуни и масти могу смањити количину природних протективних уља на кожи, те може доћи до апсорпције неких материја које чак у малим количинама могу пореметити природну хормоналну равнотежу.

## Кулинарска хигијена
Главни чланак: Сигурност хране
Кулинарска хигијена односи се на поступке повезане с припремом и кувањем хране ради превенције контаминације хране, превенције тровања храном и минимизирањем преноса болести на осталу храну, људе и животиње. Поступци кулинарске хигијене специфицирају сигурне начине руковања, чувања, припреме, послуживања и конзумације хране.
Поступци кулинарске хигијене укључују:
- чишћење и стерилизацију просторија у којима се храна припрема те прибора (на пример дасака за резање које се користе за припрему сировог меса и поврћа). Чишћење може обухватати употребу хлорисаног белила, етанола, ултраљубичастог светла и др. за стерилизацију.
- пажљиво избегавање меса контаминираног трихинелом, салмонелом и осталим патогенима; или темељито кување сумњивог меса.
- крајњу бригу у припреми сирове хране попут сушија и сашимија.
- институционално прање посуђа сапуном и чистом водом.
- темељито прање руку пре дирања хране.
- прање руку након дирања некуване хране при припреми јела.
- употребу различитог посуђа за припрему хране.
- избегавање дељења прибора за јело с другима.
- избегавање лизања прстију или руку за време или након јела.
- избегавање поновног кориштења послуженог прибора које се лизало.
- прикладно складиштење хране тако да се превенира контаминацијама црвима.
- хлађење хране (и избегавање специфичне хране тамо где нема хладњака).
- означавање хране како би се знало време њезине производње (или, како произвођачи хране преферирају, обележавање хране до датума „најбоље употребе”).
- примерено збрињавање неконзумиране хране и њено паковање.

## Професионална хигијена
Професионална хигијена односи се на поступке повезане с бригом и упорабом инструмената кориштених у пружању услуга особне хигијене њезиним корисницима:
Поступци професионалне хигијене укључују:
- стерилизацију инструмената које користе фризери, естетичари и слични радници.
- стерилизацију аутоклавом инструмената кориштених за пирсинг и тетовирање
- чишћење руку пре јела у ресторану кориштењем сапуна за прање или влажне крпе за брисање

## Историја хигијенске праксе
Разрађени кодекси хигијене могу се пронаћи у неколико хиндуистичких текстова као што је Манусмрити и Вишну Пурана. Купање је једна од пет Нитја карми (дневних дужности) у сикизму, а њено неизвршавање води у грех према неким записима. Ови кодекси темеље се на идеји ритуалне чистоће, а у њима није садржано разумевање узрока болести и средстава њихова преноса. Неки закони о ритуалној чистоћи побољшали су међутим хигијену, гледајући епидемиолошки, више или мање случајношћу.
Редовно купање било је препознатљив знак римске цивилизације. Уређена купалишта грађена су у урбаним подручјима како би служила јавности која је типично захтевала инфраструктуру за одржавање личне чистоће. Комплекси су се обично састојали од великих купалишта налик базенима, мањих хладних и врућих базена, сауна и објеката налик лечилиштима где су појединци могли бити депилирани, мазани уљем или масирани. Вода се непрестано мењала помоћу протока кроз аквадуктални систем. Купање изван урбаних центара вршило се у мањим и слабије уређеним купалишним објектима или једноставно кориштењем чистих водених површина. Римски градови такође су имали велике канализацијске системе као што је римска Cloaca Maxima у коју је одлазио сав јавни и приватни одвод. Римљани нису имали клозете с водокотлићима већ су тоалети испирани непрестаним током воде под њима.
Све до касног 19. века само је елита у западним градовима типично поседовала затворене просторије за олакшавање телесних функција. Сиромашнија већина користила је комуналне објекте изграђене понад септичких јама у двориштима. То се променило када је Џон Сноу открио да се колера преноси фекалном контаминацијом воде. Иако су након његовог открића прошле деценије до стицања широке прихваћености, власти и санитарни реформатори напослетку су се уверили у здравствене предности кориштења канализације ради одвајања људског отпада како вода не би била контаминирана. То је подстакнуло широку прихваћеност тоалета на испирање и моралног императива како тоалети требају бити у затвореном и што је могуће више приватни.

### Хигијена у исламском свету
Главни чланак: исламска хигијенска јуриспруденција
Даљње информације: исламска чистоћа, абдест, гусл, исламски прехрамбени закони, те исламска тоалетна етикета
Још од 7. века ислам је одувек стављао јак нагласак на хигијену. Осим потребе за ритуалном чистоћом у време дневне молитве (арапски салах) кроз абдест и гусл, постоје многа хигијенска правила којима се уређују животи муслимана. Остала питања укључују исламске прехрамбене законе. Куран генерално саветује муслимане да се придржавају високих стандарда телесне хигијене и да буду ритуално чисти кад год је могуће.

### Хигијена у Еуропи
Насупрот популарном веровању и успркос томе што су ранокрсташке вође осудиле купање као недуховно, купање и санитација нису се изгубили у Европи с пропашћу Римског царства. Штавише, израда сапуна први пут је постала утврђена делатност током „мрачног” средњег века. Римљани су користили мирисна уља (већином из Египта) међу другим могућностима.
Купање заправо није изашло из моде у Европи све до краја ренесансе када је оно замењено опсежном употребом презнојавања и парфема јер се у Европи мислило да се водом може унети болест кроз кожу у тело. (Водом се заиста може пренети болест, али много чешће ако се она пије него ако се купа у њој, а водом се преноси болест једино ако је контаминирана патогенима.) Средњовековни црквени ауторитети веровали су да јавно купање ствара простор за неморал и болест. Римокатолички црквени службеници чак су забрањивали јавно купање у неуспешној намери сузбијања епидемије сифилиса који је претио пустошењем Европе. Модерна санитација није била прихваћена све до 19. и 20. века. Према средњовековном историчару Лину Торндику, људи су се у средњовековној Европи вероватно купали чешће него они из 19. века.